# Gerschon Tzipor
Gerschon Tzipor (hebräisch גרשון צפור, * 30. August 1931 in Tel Aviv, Palästina; † 11. Dezember 2012 in Tel Aviv) war ein israelischer Architekt und Stadtplaner. Er war Ehrenbürger von Tel Aviv und Träger des Rechter-Preises für Architektur.
Tzipor war einer der bedeutendsten Architekten Israels und prägte mit seinen Bauten maßgeblich die moderne israelische Architektur. Zu seinen bekanntesten Werken gehören das Projekt Munitionshügel in Jerusalem sowie zahlreiche Gebäude am Weizmann-Institut in Rechovot. Viele seiner in den 1960er Jahren entstandenen Bauten, die er gemeinsam mit dem Israel-Preis-Träger Benjamin Idelson realisierte, wurden bereits bei ihrer Fertigstellung zu architektonischen Ikonen und erlangten sowohl in Israel als auch international große Beachtung.

## Leben

### Jugend und Ausbildung
Gerschon Tzipor wurde am 30. August 1931 in Tel Aviv geboren. Von 1944 bis 1948 studierte er Malerei am Avni-Institut in Tel Aviv, bevor er seine Architekturausbildung am Technion in Haifa aufnahm. Diese schloss er 1957 mit dem Diplom ab. Anschließend setzte er seine Studien in Den Haag fort, wo er auch als Stadtplaner in der Stadtverwaltung arbeitete.

### Beruflicher Werdegang
Nach einer Anstellung im Architekturbüro Shag in Haifa (1955–1959) trat Tzipor 1959 in das Architekturbüro von Arieh Sharon und Benjamin Idelson ein. Als sich Sharon und Idelson 1964 trennten, wurde Tzipor Partner von Idelson. Zeitweise war auch der Architekt Yaakov Hertz an der Partnerschaft beteiligt. Diese erfolgreiche Zusammenarbeit dauerte bis zu Idelsons Tod im Jahr 1972 an.
Nach 1972 führte Tzipor sein eigenes Architekturbüro. 1990 trat sein Sohn, der Architekt Barak Tzipor, als Partner in die Firma ein und übernahm später die Leitung des Büros. Sein zweiter Sohn Asaf Tzipor ist Drehbuchautor.

## Architektonisches Schaffen

### Charakteristika
Tzipors architektonische Handschrift zeichnete sich durch mehrere charakteristische Merkmale aus:
- Gliederung der Baumassen mittels geometrischer Grundformen
- Durchdachte Planung der Verkehrswege und Raumaufteilung
- Berücksichtigung klimatischer Bedingungen durch integrierte Lösungsansätze
- Einbindung in die Gesamtkomposition des architektonischen Werks

Viele seiner Bauten aus den 1960er Jahren, die während der Partnerschaft mit Benjamin Idelson entstanden, gelten als Beispiele des architektonischen Strukturalismus und sind geprägt von dem Bestreben, die rechteckige Bauform aufzubrechen und eine neue architektonische Sprache zu entwickeln.

### Bedeutende Projekte

#### Weizmann-Institut für Wissenschaften
Tzipor war maßgeblich an der architektonischen Gestaltung des Weizmann-Instituts in Rechovot beteiligt. Zu den bedeutendsten Bauten gehören:
- Wolfson-Gebäude für Biologische Forschung (1968): Ein sechsstöckiges Gebäude, das trotz seiner Monumentalität durch klare Linienführung eine zurückhaltende Bescheidenheit ausstrahlt[2]
- Perlman-Gebäude für Chemie (1972): Charakterisiert durch die abgeschnittenen Linien der Fenster und Ecken der Fassade, ein typisches Merkmal der Architektur der 1960er und 1970er Jahre[2]
- Feinberg Graduate School (1965): Ursprünglich als Gebäude aus drei rechteckigen Abschnitten konzipiert, 2009 von Gerschon und Barak Tzipor umgestaltet[2]
- Sidney Musher Building for Science Teaching (1990): Ein als Glaskasten konzipiertes Gebäude, das die Entwicklung der späteren Glasarchitektur vorwegnahm[2]

#### Weitere bedeutende Bauten
- Sourasky-Turm am Campus Har HaZofim der Hebräischen Universität Jerusalem (mit Benjamin Idelson)
- Bezalel-Gebäude am Har HaZofim in Jerusalem[4]
- Lin-Gebäude in Tel Aviv[4]
- Fakultät für Betriebswirtschaft Recanati an der Universität Tel Aviv[4]
- Zentrum für psychische Gesundheit Beer Scheva (für das er 1988 den Rechter-Preis erhielt)[3]
- Al-Shifa-Krankenhaus in Gaza-Stadt (mit Benjamin Idelson)[5]

## Auszeichnungen und Ehrungen
- 1988: Rechter-Preis für Architektur für das Zentrum für psychische Gesundheit in Beer Scheva[3]
- 2005: Ehrenbürger von Tel Aviv[1]

## Tod und Vermächtnis
Gerschon Tzipor starb am 11. Dezember 2012 in Tel Aviv, wenige Monate nach dem Tod seiner Ehefrau Ruth Tzipor (geb. Levinson-Levia), die Malerin war. Große Teile seines persönlichen Archivs wurden von seiner Familie dem Israelischen Architekturarchiv übergeben und sind digital in der Israelischen Nationalbibliothek verfügbar.
2014 erschien das Buch "Gerschon Tzipor – Architekt und Stadtplaner", das sein fünf Jahrzehnte umfassendes Schaffen zusammenfasst.

## Galerie

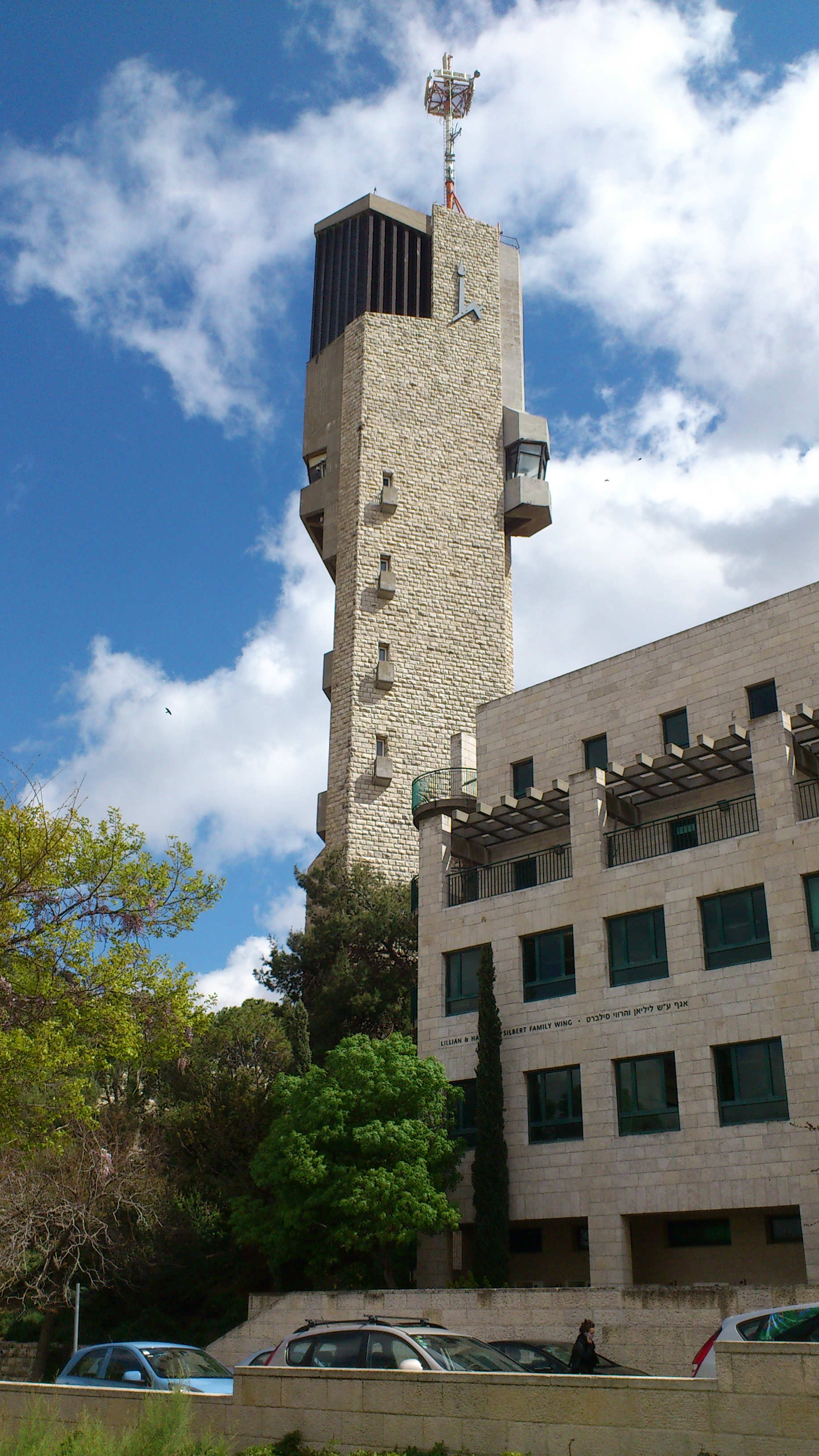
Sourasky-Turm der Hebräischen Universität Jerusalem
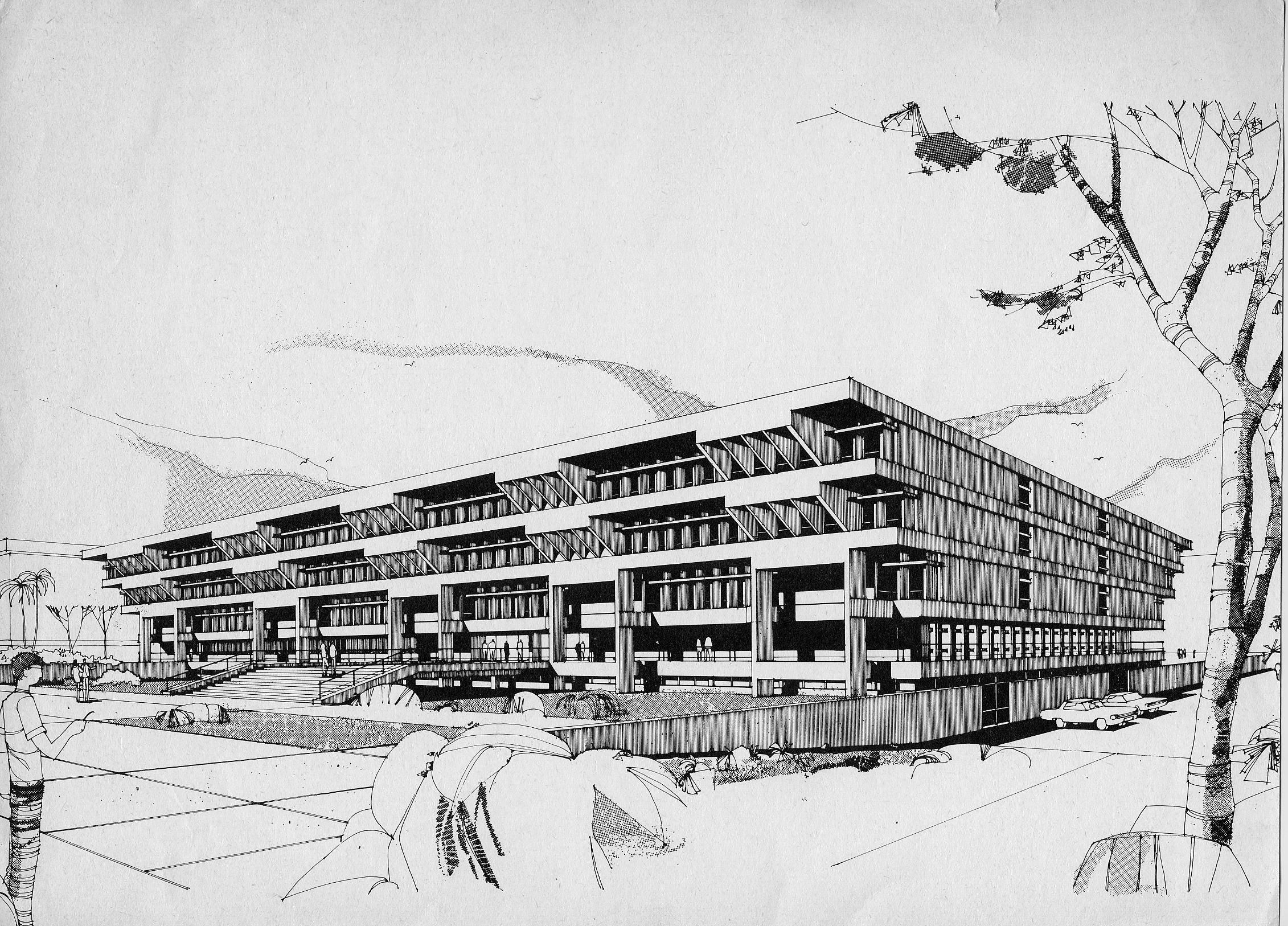
Perspektive des Recanati-Gebäudes für Betriebswirtschaft an der Universität Tel Aviv
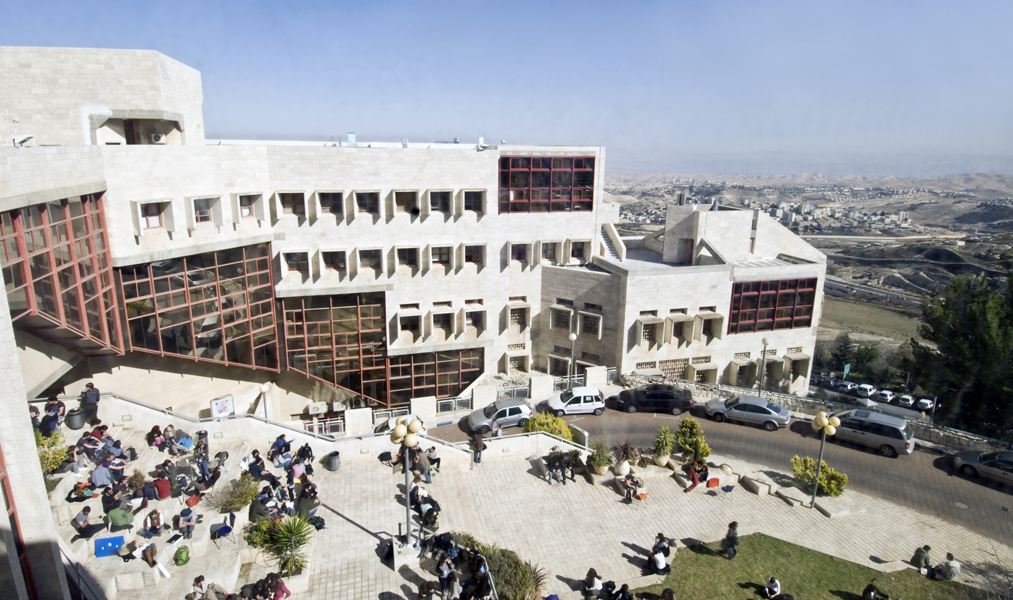
Bezalel-Gebäude